# Lidia Zamenhofová
Lidia Zamenhofová (29. ledna 1904 Varšava – 1942 Vyhlazovací tábor Treblinka) byla polská spisovatelka, překladatelka a esperantistka židovského původu. Byla nejmladší dcerou zakladatele esperanta Ludvíka Lazara Zamenhofa. Byla aktivní propagátorkou nejen esperanta, ale i tzv. homaranismu, tedy formy náboženského humanismu, kterou vymyslel její otec. Kolem roku 1925 se stala první polskou vyznavačkou bahá'í. Byla zavražděna během holokaustu.

## Život
Esperanto se naučila jako devítiletá. Ve čtrnácti letech již překládala do esperanta z polské literatury. Vystudovala práva na Varšavské univerzitě, absolvovala roku 1925, ale nikdy se oboru nevěnovala. Plně se po studiích soustředila na práci pro esperantské hnutí. Na 17. světovém kongresu esperanta v roce 1925 v Ženevě se seznámila s baháʼí. Zúčastnila se všech meziválečných esperantských sjezdů krom jednoho a jako instruktorka Csehovy metody výuky esperanta podnikla mnoho propagačních cest a vedla řadu kurzů v různých zemích. Psala pro časopis Literatura Mondo (hlavně studie o polské literatuře) a přispívala také do Pola Esperantisto, La Praktiko, Heroldo de Esperanto a Enciklopedio de Esperanto. Velmi známý je její překlad románu Quo Vadis od Henryka Sienkiewicze, který vyšel v roce 1933.
V roce 1937 odjela na dlouhodobý pobyt do Spojených států. V prosinci 1938 musela opustit USA, protože tamní imigrační úřad odmítl prodloužit její turistické vízum kvůli její údajně ilegální práci při výuce esperanta. Odmítla nabídky k sňatku, které by jí umožnily zůstat, případně se naturalizovat. Vrátila se do Polska, což se jí brzy stalo osudným.
Po německé okupaci Polska v roce 1939 se její dům ve Varšavě stal součástí varšavského ghetta. Byla zatčena na základě obvinění, že odjela do Spojených států šířit protinacistickou propagandu, ale po několika měsících byla propuštěna a vrátila se domů, kde zůstala uvězněna v ghettu. Tam se snažila pomáhat druhým získat léky a jídlo. Polští esperantisté jí několikrát nabídli pomoc s útěkem, ale pokaždé odmítla. Známému esperantistovi Józefu Arszennikovi, který jí několikrát nabídl útočiště, vysvětlila, že se nemůže smířit s myšlenkou, že by tím ohrozila jeho i jeho rodinu. Jiné vysvětlení se nachází v jejím posledním známém dopise: „Vím, že musím zemřít. A cítím, že je mou povinností zůstat se svým lidem. Dejž Bůh, aby z našeho utrpení vzešel lepší svět. Věřím v Boha. Jsem bahá'í a zemřu jako bahá'í. Všechno je v Jeho rukou.“
Nakonec ji v rámci Grossaktion Varšava odvezl hromadný transport do vyhlazovacího tábora v Treblince. Tam byla zavražděna v plynové komoře někdy ve druhé polovině roku 1942.